# Stefano Satta Flores
Stefano Satta Flores est un acteur et dramaturge italien, né le 14 janvier 1937 à Naples et mort le 22 octobre 1985 à Rome. Il a travaillé pour le cinéma, la télévision et le théâtre ainsi que dans le doublage.

## Biographie
Stefano Satta Flores fait ses débuts d'acteur amateur dans le théâtre universitaire. À 23 ans, il est diplômé du  Centro Sperimentale di Cinematografia de Rome. À la fin des années 1960, il travaille avec le Piccolo Teatro de Milan. Engagé politiquement, il fonde I compagni di scena avec Cristiano Censi et Isabella del Bianco. Il présente des mises en scène de Brecht et Shakespeare dans le circuit des maisons du peuple, cherchant à la fois un nouveau public et de nouvelles formes théâtrales. Il est respecté pour ses prises de positions, tant dans le domaine politique qu'artistique et son œuvre d'auteur dramatique est reconnue.
Stefano Satta Flores tient son premier rôle important au cinéma en 1965 dans I basilischi de Lina Wertmüller. Il apparaît ensuite dans Quatre Mouches de velours gris de Dario Argento. Il doit attendre 1974 pour accéder à une reconnaissance internationale avec le rôle de Nicola Palumbo dans Nous nous sommes tant aimés qu'il interprète aux côtés de Vittorio Gassman, Nino Manfredi et Stefania Sandrelli. Avant de retrouver  Ettore Scola en 1980 avec La Terrasse, il tourne avec Pasquale Squitieri, Vittorio Sindoni et Tinto Brass. Il partage l'affiche avec Agostina Belli dans L'Enfant de nuit ou avec Lino Ventura dans Cent Jours à Palerme, son dernier film.
Il a aussi été une figure populaire du petit écran italien. Participant au doublage de nombreux films, il a notamment prêté sa voix à Harrison Ford (Han Solo dans la trilogie de Star Wars) ainsi qu'à Tom Skerritt, Dudley Moore, Gabriel Byrne...
Stefano Satta Flores est mort à Rome à l'âge de 48 ans, des suites de complications survenues dans le traitement d'une leucémie. Il est le père de Francesca Satta Flores, actrice, dramaturge et metteur en scène, née de son union avec Carla Tedesco, et de Margherita Ricci Satta Flores, qui comme sa mère Teresa Ricci, se consacre essentiellement au doublage. Il est aussi l'oncle de la chanteuse Aida Satta Flores.

## Filmographie

### Cinéma
- 1962 : Ginepro fatto uomo de Marco Bellocchio
- 1963 : Gli arcangeli d'Enzo Battaglia : Stefano
- 1963 : Les Basilischi (I basilischi) de Lina Wertmüller : Francesco
- 1966 : Ces messieurs dames (Belles Dames, vilains messieurs) de Pietro Germi
- 1968 : La Fille au pistolet (La ragazza con la pistola) de Mario Monicelli : le serveur du restaurant
- 1970 : Deux trouillards en vadrouille (Io non scappo... fuggo) de Franco Prosperi :
- 1970 : C'est la loi des siciliens (E venne il giorno dei limoni neri) de Camillo Bazzoni :
- 1970 : La Califfa de Alberto Bevilacqua : un ouvrier
- 1971 : Quatre Mouches de velours gris (4 mosche di velluto grigio) de Dario Argento : Andrea
- 1973 : L'Autre Face du parrain de Franco Prosperi : Jimmy Salvozzo
- 1973 : Teresa la voleuse (Teresa la ladra) de Carlo Di Palma : Ercoletto
- 1974 : Il gioco della verità de Michele Massa
- 1974 : Le général dort debout (Il generale dorme in piedi) de Francesco Massaro : le utenant Sogliano
- 1974 : Nous nous sommes tant aimés (C'eravamo tanto amati) d'Ettore Scola : Nicola Palumbo
- 1975 : Paolo Barca, maestro elementare, praticamente nudista de Flavio Mogherini
- 1976 : Perdutamente tuo... mi firmo Macaluso Carmelo fu Giuseppe de Vittorio Sindoni : Carmelo Macaluso
- 1976 : Salon Kitty de Tinto Brass : Dino
- 1976 : L'Agnese va a morire de Giuliano Montaldo : le commandant
- 1977 : Una donna di seconda mano de Pino Tosini
- 1977 : Caresses bourgeoises (Una spirale di nebbia) de Eriprando Visconti : Renato Marinoni
- 1977 : L'Affaire Mori (Il prefetto di ferro) de Pasquale Squitieri : major Spano
- 1978 : Homicide volontaire (L'arma) de Pasquale Squitieri : Luigi Compagna
- 1978 : Quanto è bello lu murire acciso de Ennio Lorenzini : Carlo Pisacane
- 1978 : Ridendo e scherzando de Vittorio Sindoni
- 1978 : Tanto va la gatta al lardo... de Vittorio Sindoni : Fan de Naples
- 1978 : Corleone de Pasquale Squitieri : l'avocat Natale Calia
- 1978 : La Loi de la CIA (Sono stato un agente C.I.A.) de Romolo Guerrieri
- 1978 : La Grande Cuisine (Who Is Killing the Great Chefs of Europe?)  de Ted Kotcheff : Fausto Zoppi
- 1978 : L'Enfant de nuit ou Les inconnus aux petit pieds (Enfantasme) de Sergio Gobbi : Andrea, le mari
- 1979 : Riavanti... Marsch! de Luciano Salce : Alessio
- 1979 : Le Malade imaginaire (Il malato immaginario) de Tonino Cervi : le Notaire
- 1980 : La Terrasse (La Terrazza) de Ettore Scola : Tizzo
- 1980 : Colpita da improvviso benessere de Franco Giraldi
- 1984 : Cent Jours à Palerme (Cento giorni a Palermo) de Giuseppe Ferrara : le capitaine Fontana

### Télévision
- 1962 : Racconti napoletani di Giuseppe Marotta, mini-série de Giuseppe De Martino
- 1965 : Questa sera parla Mark Twain mini-série de Daniele D'Anza
- 1965 : Scaramouche mini-série
- 1965 : La donna di fiori, série télévisée, un  épisode Quinta puntata : Mackenzie
- 1965 : Vita di Dante, série télévisée
- 1966 : Luisa Sanfelice, mini-série de Leonardo Cortese
- 1966 : Melissa, série télévisée, 5 épisodes : Sergente Stafford
- 1966 : Don Giovanni, série télévisée, 5 épisodes de Vittorio Cottafavi : Don Alonso
- 1967 : Abramo Lincoln - Cronaca di un delitto, téléfilm de Daniele D'Anza
- 1970 : Le terre del sacramento, mini-série de Silverio Blasi
- 1970 : La fantastica storia di Don Chisciotte della Mancia, mini-série de Carlo Quartucci
- 1970 : FBI: Francesco Bertolazzi investigatore, série télévisée, un  épisode Rapina a mano armata : Vincenzo
- 1970 : Le cinque giornate di Milano, mini-série de Leandro Castellani
- 1971 : Il carcerato, mini-série de Paolo Nuzzi : Napoleone
- 1971 : Marty, téléfilm de Emilio Bruzzo
- 1972 : Donnarumma all'assalto, téléfilm de Marco Leto
- 1973 : Vestire gli ignudi, téléfilm de Vittorio Cottafavi
- 1973 : Il picciotto, téléfilm de Alberto Negrin
- 1974 : Canossa, mini-série de Silverio Blasi
- 1974 : Quaranta giorni di libertà (Pagine di diario della repubblica dell'Ossola), série télévisée
- 1977 : Sacco e Vanzetti, mini-série de Giacomo Colli
- 1977 : È stato così, mini-série de Tomaso Sherman
- 1979 : Accadde ad Ankara, mini-série de Mario Landi
- 1979 : I vecchi e i giovani, série télévisée, 5 épisodes : Ignazio Capolino
- 1979 : Ma che cos'è questo amore, mini-série de Ugo Gregoretti : Carlo
- 1980 : Il treno per Istanbul, mini-série de Gianfranco Mingozzi : Giacomo Apicella
- 1982 : Viaggio a Goldonia, mini-série de Ugo Gregoretti
- 1982 : Mozart, mini-série de Marcel Bluwal : Lorenzo Da Ponte
- 1983 : Thérèse Humbert, téléfilm de Marcel Bluwal : Cattay
- 1983 : Ophiria, mini-série de Tommaso Dazzi : Rivetti